# جيفري بوم
جيفري بوم (بالإنجليزية: Jeffrey Boam)‏ (و. 1946 – 2000 م) هو كاتب سيناريو، ومنتج أفلام أمريكي، ولد في روتشستر، توفي في لوس أنجلوس، عن عمر يناهز 54 عاماً.

## التعليم
تعلم في جامعة ولاية كاليفورنيا، ساكرامنتو ‏، وتعلم في جامعة كاليفورنيا، لوس أنجلوس
.

## وصلات خارجية
- جيفري بوم على موقع IMDb (الإنجليزية)
- جيفري بوم على موقع ألو سيني (الفرنسية)
- جيفري بوم على موقع أول موفي (الإنجليزية)
- جيفري بوم على موقع قاعدة بيانات الأفلام السويدية (السويدية)
- جيفري بوم على موقع قاعدة بيانات الفيلم (الإنجليزية)
- جيفري بوم على موقع كينوبويسك (الروسية)